# Хари Бач Рејнолдс
Хари Ли Рејнолдс млађи (рођен 8. јуна 1964.), познатији као Бач Рејнолдс, је некадашњи амерички атлетичар који се такмичио у трци на 400 метара. Држао је светски рекорд на 400 метара пуних 11 година и 9 дана са резултатом од 43,29 секунде постављеним 1988. Те године је био освајач сребрне медаље на Олимпијским играма у Сеулу 1988. (иза Стива Луиса ) и освајач златне медаље у штафети 4 X 400 метара. ИААФ га је оптужила и суспендовала на две године због позитивног допинг теста. Ипак, Врховни суд Сједињених Држава пресудио је у корист Рејнолдса због процедуралне грешке у тестирању на допинг. Рејнолдс је добио 27,3 милиона долара одштете због погршне оптужбе и суспензије, али новац никада није примио.
По повратку са такмичења постао је светски шампион у дворани 1993. и освојио је две узастопне сребрне медаље на Светским првенствима на отвореном. Такође је три пута тријумфовао са штафетом 4×400 метара (1987, 1993. и 1995.). Резултат његовог штафетног тима од 2:54,29 минута на Светском првенству у атлетици 1993. је и даље актуелан светски рекорд у штафети 4 X 400 метара. Рејнолдс је и даље трећи најбржи тркач свих времена на 400 м после Мајкла Џонсона и Вејда ван Никерка.

## Каријера
Рејнолдс је рођен у Акрону, у савезној америчкој држави Охајо. 17. августа 1988. године поставио је светски рекорд на 400 метара са резултатом 43,29 секунди, којим је, за 0,57 секунди, оборио скоро 20-година стар светски рекорд Лија Еванса из 1968. Првих 200 метара Рејнолдс је претрчао за 21,9 секунди, а потом за 21,4 секунде завршних 200 метара. Овај рекорд је трајао 11 година и 9 дана, док га није оборио Мајкл Џонсон (43,18) у августу 1999. године. Вејд ван Никерк је 2016. оборио рекорд Мајкла Џонсона у времену данашњег светског рекорда од 43,03.
Рејнолдс је престао да се бави атлетиком после сезоне 1999. Тада је основао Фондацију Бач Рејнолдс - Брига о деци (Butch Reynolds Care for Kids). Такође је тренирао тим у америчком фудбалу Универзитета Охајо до 2008. године. Потом је 2014. ангажован као тренер спринтера за Доминикански Охајо универзитет у Колумбусу.

## Суспензија због допинга
Бач Рејнолдс је суспендован на две године од стране ИААФ због допинговања 1990. године. Ово је био почетак дуге правне борбе, након које је Врховни суд Сједињених Држава наложио Олимпијском комитету Сједињених Држава да Рејнолдсу дозволи учешће на америчким олимпијским квалификацијама 1992. године, након што је утврдио да су процедуре тестирања на допинг од почетка биле неисправне. Тестери су означили узорак "Х6" као позитиван, док је Рејнолдсов узорак крви био "Х5". Директор лабораторије Жан-Пјер ЛаФарж тврдио је на суду да му је, упркос ознакама, техничар рекао да је узорак "Х5" позитиван. Ипак, техничар је заокружио "Х6" на два одвојена документа.

### Контроверзе ИААФ-а и МОК-а
Ова забрана је довела америчко правосуђе у сукоб са правилима Међународног олимпијског комитета (МОК) и Међународне асоцијације атлетских федерација (ИААФ), која су суспендованим спортистима забрањивала да се такмиче. Штавише, ИААФ је запретила да ће суспендовати сваког атлетичара који се такмичи против Бача Рејнолдса. Америчка изборна олимпијска трка на 400 метара била је одложена за четири дана, али је ИААФ коначно одустала. Рејнолдс је завршио пети у квалификацијама и увршћен је само као замена у америчкој штафети 4 Х 400 метара. Међутим, ИААФ (која је спровела погрешан тест) му је тада забранила да се такмичи на Олимпијским играма 1992.
Исте године Рејнолдс је добио тужбу за клевету против ИААФ-а и добио је решење на одштету од 27,3 милиона долара. ИААФ је навела да одлука, донета у Охају, није имала никаквог утицаја на ову организацију и да је неважећа. Савезно жалбено веће је касније поништило пресуду на основу надлежности.